# Cauley Woodrow
Cauley Woodrow (sinh ngày 2 tháng 12 năm 1994) là một cầu thủ bóng đá chuyên nghiệp người Anh thi đấu ở vị trí tiền đạo cho câu lạc bộ Luton Town tại Premier League.